# Czarny deszcz (film)
Czarny deszcz (ang. Black Rain) – amerykański film fabularny z 1989 w reżyserii Ridleya Scotta.

## Fabuła
Nick Conklin (Michael Douglas) i Charlie Vincent (Andy García) są nowojorskimi policjantami. Podczas patrolu są świadkami zabójstwa w ramach porachunków yakuzy. Japończyk Sato (Yūsaku Matsuda) zostaje aresztowany i eskortowany przez policjantów do Osaki (Japonia). Mieli oddać go japońskiej policji, ale przez pomyłkę trafił do jego przyjaciół z mafii. Kiedy zorientowali się o pomyłce, zaczęli go szukać. Znajdują się pod kontrolą detektywa Masahiro Matsumoto (Ken Takakura).

## Obsada
- Michael Douglas jako Nick Conklin
- Andy García jako Charlie Vincent
- Ken Takakura jako Masahiro Matsumoto
- Kate Capshaw jako Joyce Kingsley
- Yūsaku Matsuda jako Kogi Sato
- Shigeru Kōyama jako komisarz Ohashi
- John Spencer jako kapitan Oliver
- Guts Ishimatsu jako Katayama
- Yuya Uchida jako Nashida
- Tomisaburō Wakayama jako Kinya Sugai
- Luis Guzmán jako Frankie
- Clem Caserta – Abolofia
- Joji Shimaki – człowiek Sugai
- Rikiya Yasuoka jako człowiek Sugai
- Professor Toru Tanaka jako człowiek Sugai
- Shirō Oishi – człowiek Sato
- Roy K. Ogata – człowiek Sato
- Jun Kunimura jako Yashimoto
- Toshio Sato jako urzędnik ambasady japońskiej
- Miyuki Ono jako Miyuki
- John Costelloe jako dzieciak
- Stephen Root jako Berg
- Richard Riehle jako Crown
- Bruce Katzman jako Yudell
- Edmund Ikeda jako japoński biznesmen
- Tomo Nagasue jako tłumacz japoński
- Tim Kelleher jako Bobby
- George Kyle jako Farentino
- Vondie Curtis-Hall jako detektyw
- Joe Perce jako detektyw
- Louis Cantarini jako detektyw
- Doug Yasuda jako tłumacz
- Mitchell Bahr jako przyjaciel
- Goro Sasa jako człowiek Ohashi’ego
- Taro Ibuki jako człowiek Ohashi’ego
- Daisuke Awaji jako człowiek Ohashi’ego
- Keone Young jako piosenkarz karaoke
- Jim Ishida jako oficer eskorty
- Shōtarō Hayashi jako mediator
- Toshirō Obata jako mediator
- Michiko Tsushima jako kobieta sprzedająca makaron
- Linda Gillen jako Peggy
- John Gotay jako Danny
- Matthew Porac jako Patrick
- Ken Kensei jako syn Masahiro
- Josip Elic jako barman
- Celia Xavier jako Nori, hostessa w barze (niewymieniona w czołówce)
- Chris Nelson Norris jako motocyklista (niewymieniony w czołówce)
- Bruce Locke jako człowiek Sato (niewymieniony w czołówce)

## Muzyka w filmie

### Lista utworów
1. „Livin’ On The Edge Of The Night” – Iggy Pop (3:38)
2. „The Way You Do The Things You Do” – UB40 (3:16)
3. „Back To Life” (Jam On The Groove Mix) – Soul II Soul i Caron Wheeler (5:07)
4. „Laserman” – Ryūichi Sakamoto (4:48)
5. „Singing In The Shower” – Les Rita Mitsouko i Sparks (4:23)
6. „I’ll Be Holding On” – Gregg Allman (5:39)
7. „Black Rain Suite: Sato” (4:45)
8. „Black Rain Suite: Charlie Loses His Head” (7:04)
9. „Black Rain Suite: Sugai” (6:52)
10. „Black Rain Suite: Nick and Masa” (2:55)